# Hipobiose
Hipobiose é um estado manifestado por larvas de parasitos que consiste na diminuição da atividade de uma larva no organismo de seu hospedeiro, a hipobiose ocorre, principalmente, devido às condições imunológicas apresentadas pelo animal parasitado, esperando assim uma diminuição da imunidade para voltar a sua atividade normal. Característico da Superfamília Trichostrongyloidea.